# Emma Lehmer
Emma Markovna Lehmer (nascida Trotskaia; Samara, Rússia, 6 de novembro de 1906 – Berkeley, Califórnia, 7 de maio de 2007) foi uma matemática russa, conhecida por seu trabalho sobre leis de reciprocidade em teoria algébrica dos números.

## Biografia
Nasceu em Samara, Rússia, e seu pai, representante de uma companhia russa produtora de açúcar mudou-se com a família em 1910 para Harbin, China. Emma foi tutorada em casa até a idade de 14 anos, quando foi aberta uma escola na localidade onde morava. Foi para os Estados Unidos  fim de estudar.
Começou a estudar engenharia na Universidade da Califórnia em Berkeley em 1924, interessando-se logo em seguida por matemática. Um de seus professores foi Derrick Norman Lehmer. Enquanto trabalhando com ele encontrou seu filho, seu futuro marido, Derrick Henry Lehmer. Após casarem foram para a Universidade Brown, onde Emma obteve um mestrado e Derrick um Ph.D., ambos em 1930.
Paul Halmos, em seu livro,I want to be a mathematician: An automathography, escreveu sobre a tradução de Lehmer de Pontryagin, Topological Groups: "I read the English translation by Mrs. Lehmer (usually referred to as Emma Lemma)...".  Several later publications repeated Halmos' reference to reinforce the significance of Lehmer's translation.

## Ligações eternas
- Biographies of Women Mathematicians
- The Lehmers at Berkeley
- The Princeton Mathematics Community in the 1930s
- O'Connor, John J.; Robertson, Edmund F., «Emma Lehmer», MacTutor History of Mathematics archive (em inglês), Universidade de St. Andrews